# Nikołaj Gorczakow
Nikołaj Michajłowicz Gorczakow (ros. Никола́й Михайлович Горчаков, ur. 26 marca?/7 kwietnia 1898 w Petersburgu, zm. 29 kwietnia 1958 w Dżubdze) – rosyjski reżyser teatralny, pedagog.

## Życiorys
Urodził się w rodzinie Michaiła Konstantinowicza Dieterichsa, generała armii carskiej a potem Białej Armii. Pseudonim Gorczakow przyjął na cześć znanej, rosyjskiej arystokratycznej rodziny z którą był spokrewniony. W 1916 roku ukończył naukę w szkole średniej w Moskwie. W latach 1917–1921 służył w Armii Czerwonej. Po demobilizacji rozpoczął się jego wieloletni związek z Moskiewskim Akademickim Teatrem Artystycznym (MChAT). Sztuki teatralnej uczył się początkowo od Jewgienija Wachtangowa, a później został uczniem i bliskim współpracownikiem Konstantego Stanisławskiego. W 1922 roku  debiutował na deskach MChAT rolą aktorską, w 1924 roku zadebiutował już jako reżyser Bitwy o życie Charlesa Dickensa, a później pełnił tam funkcję dyrektora. Od roku 1928 był wykładowcą, a od 1939 profesorem i kierownikiem katedry reżyserii Państwowego Instytutu Sztuki Teatralnej (GITIS).  W latach 1931–1934 był dyrektorem artystycznym Moskiewskiego Teatru Satyry, później kierował teatrem dramatycznym, a od 1943 roku wrócił na stanowisko w Teatrze Satyry i był z nim związany do 1948 roku. Jednym z uczniów Gorczakowa, był polski reżyser teatralny Jerzy Jarocki. Pochowany na Cmentarzu Nowodziewiczym w Moskwie.

## Odznaczenia
Gorczakow zdobył wiele odznaczeń i nagród: Zasłużony Artysta Rosyjskiej Federacyjnej Socjalistycznej Republiki Radzieckiej (1943), dwukrotnie Nagrodę Stalinowską (1946, 1952), Order Czerwonego Sztandaru Pracy, Order Czerwonej Gwiazdy i dwukrotnie Order „Znak Honoru”.